# Из града вървеше магьосник
„Из града вървеше магьосник“ (на руски: Шёл по городу волшебник) е разказ на съветския писател Юрий Томин в жанра на литературната приказка, разказващ за момче, което намери кутия с вълшебни кибрит. Публикуван за първи път през 1963 г.

## Сюжет
Толик Рижков е прост съветски четвъртокласник от Ленинград, който обаче не е чужд на отрицателните черти на характера – мързел, нечестност, хвалене и суета. Веднъж, бягайки от полицай, той случайно се озовава вчера, където среща странно момче със сини очи, броейки кутии кибрит. Толик небрежно взима един от тях и уплашен от неочаквано странната реакция на момчето към това, бяга, за пореден път влиза в днешния ден.
След известно време той научава, че кутията е магия и ако счупите кибрит и си пожелаете, то веднага ще се сбъдне. Толик започва да прави разни малки чудеса, но заради тях целият му живот се обърква, той се скарва с най-добрия си приятел Мишка и всички хора около него вече не могат да общуват с него по същия начин, както преди. В крайна сметка той вече не знае как да се измъкне от онази бъркотия, където го е подтикнало безмисленото изпълнение на всички желания, но най-лошото тепърва предстои – странно момче се появява отново и взема Толик със себе си вчера, вземайки и Мишка.
чера има всички забавления и удоволствия, но няма хора, а Толик е под зоркото око на бездушен робот. Оказва се, че момчето със сини очи е първото, което е намерило вълшебна кутия и като най-мързеливият и алчен човек на света си е направило милион кутии, а след това, забравяйки всичките си роднини, се е настанило вчера. Той иска Толик да му стане приятел, защото той също е алчен, лъжец и мързелив човек и му дава време да помисли. Не остава много време и Толик трябва по някакъв начин да заблуди робота, да намери изход от вчера и в същото време да спаси Мечката, който също е затворен от магьосника и когото иска да превърне в паяк.

## Публикации
В оригиналното издание от 1963 г. първата част се състоеше от 18 глави. Две години по-късно, през 1965 г., Томин издава актуализирано издание, в което първата част се състои от 19 глави: 9-та глава е изтрита (която разказва за приключенията на Зайцев, превърнал се в гълъб в началото на книгата), и последната глава е разделена на две части, на 17-та и 19-та, а между тях е добавена нова 18-та глава, където Мишка се прибира при Анна Гавриловна и ѝ разказва колко много се е променил Толик. Очевидно Томин е смятал това второ издание за окончателната версия, тъй като оригиналът от 1963 г. вече не е бил отпечатан.

## Филмова адаптация
През 1970 г. излиза съветският филм „Тайната на желязната врата“, базиран на тази книгата.